# Хищные птицы: Потрясающая история Харли Квинн
«Хищные птицы: Потрясающая история Харли Квинн» (ориг. Birds of Prey (and the Fantabulous Emancipation of One Harley Quinn), альт. Harley Quinn: Birds of Prey) — американский супергеройский фильм производства DC Films режиссёра Кэти Янь. Восьмой фильм в рамках Расширенной вселенной DC и продолжение фильма 2016 года «Отряд самоубийц». Главные роли исполнили Марго Робби, Мэри Элизабет Уинстэд, Джерни Смоллетт-Белл, Крис Мессина, Рози Перес, Юэн Макгрегор и Эли Вонг. Премьера состоялась 5 февраля 2020 года.
Марго Робби, которая также является продюсером, представила идею «Хищные птицы» компании Warner Bros. Pictures в 2015 году. Фильм был анонсирован в мае 2016 года; Кристина Ходсон была нанята для написания сценария в ноябре этого года, а Кэти Янь подписала контракт в качестве режиссёра в апреле 2018 года. Большинство актёрского состава и съёмочной группы были подтверждены к декабрю 2018 года. Основные съёмки продолжались с января по апрель 2019 года и проходили в центре Лос-Анджелеса и в студии Warner Bros в Бербанке, Калифорния. Дополнительные съёмки состоялись в сентябре 2019 года. «Хищные птицы» стали первым фильмом DCEU и вторым фильмом DC Films, получившим рейтинг R (18+) от MPAA.
Премьера «Хищных птиц» в России состоялась 6 февраля 2020 года, в США — 7 февраля. Фильм получил похвалы за особый стиль, режиссуру Кэти Янь и актёрскую игру Марго Робби и Юэна Макгрегора, но сюжет картины подвергся критике. В прокате фильм стартовал гораздо хуже ожидаемого, из-за чего американские прокатчики изменили маркетинговый подход и начали продвигать фильм в США под названием «Харли Квинн: Хищные птицы»; однако в официальных источниках Warner Bros. название осталось прежним. По итогам проката фильм избежал полного провала и окупил свой бюджет, однако стал наименее кассовым фильмом в Расширенной вселенной DC, не оправдав возложенных на него ожиданий.

## Сюжет
После событий фильма «Отряд самоубийц» Джокер расстаётся с Харли Квинн. Однажды ночью Харли напивается в ночном клубе гангстера Романа Сайониса, также известного как Чёрная Маска, и знакомится с певицей Диной Лэнс / Чёрной Канарейкой. Позже Дина спасает пьяную Харли от попытки похищения. В ту же ночь Харли взрывает химический завод Ace Chemicals.
Тем временем детектив полиции Готэма Рене Монтойя расследует серию убийств, совершенных убийцей с арбалетом. На месте взрыва Ace Chemicals Монтойя узнаёт, что Харли осталась без защиты Джокера. Сайонис посылает Дину и своего верного помощника Виктора Заса выкрасть бриллиант, внутри которого зашифрованы данные банковских счетов криминальной семьи Бертинелли, убитой много лет назад. Юная воровка-карманница Кассандра «Кэсс» Кейн крадёт у Заса бриллиант, но полиция арестовывает её, а Кэсс проглатывает бриллиант. Харли, спасаясь от Монтойи и других людей, которым она в прошлом причиняла зло, попадает в плен к Сайонису. Роман готовится убить Харли, но она предлагает ему помочь вернуть бриллиант. Он соглашается, но также объявляет охоту на Кэсс.
Харли врывается в полицейский участок, вытаскивает Кэсс из тюрьмы и прячет её в своём убежище — тайванском ресторане, владельцем которого является Док. «Убийца с арбалетом», раскрывший себя как Хелена Бертинелли / Охотница, обращается к Доку за информацией. Она тренировалась, чтобы стать убийцей, и охотилась на гангстеров, убивших её семью. Внезапно бандиты уничтожают убежище Харли. Оказалось, что Док предал её, выдав местоположение за деньги. Харли звонит Сайонису и назначает встречу в заброшенном парке развлечений. Дина сообщает Монтойе о встрече, а Виктор замечает, что Дина оказалась предательницей.
В парке Монтойя сталкивается с Харли, но последняя выталкивает её из окна. Появляется Виктор, он усыпляет Харли дротиком и держит Дину на мушке, а затем Хелена убивает его. Рене возвращается, и вскоре армия бандитов во главе с Чёрной Маской окружает героинь. Команда женщин отбивается от них, Роман похищает Кэсс, а Харли преследует его. Она добирается до причала, где Роман готовится убить Кэсс. Кассандра выдёргивает чеку гранаты и засовывает её в куртку Сайониса. Харли толкает Чёрную Маску в воду и граната взрывается, убивая его.
Рене покидает работу в полиции и присоединяется к Дине и Хелене в команду по борьбе с преступностью под названием «Хищные птицы». Харли сдаёт бриллиант в ломбард и вместе с Кэсс начинает свой бизнес по заказным убийствам.

## В ролях
| Актёр                 | Роль                          |
| --------------------- | ----------------------------- |
| Марго Робби           | Харлин Квинзель / Харли Квинн |
| Джерни Смоллетт       | Дина Лэнс / Чёрная Канарейка  |
| Мэри Элизабет Уинстэд | Хелена Бертинелли / Охотница  |
| Рози Перес            | Рене Монтойя                  |
| Элла Джей Баско       | Кассандра Кейн                |
| Юэн Макгрегор         | Роман Сайонис / Чёрная Маска  |
| Крис Мессина          | Виктор Зас                    |
| Эли Вонг              | Эллен Йи                      |
| Стивен Уильямс        | Капитан Патрик Эриксон        |
| Дерек Уилсон          | Тим Эванс                     |
| Дана Ли               | Док                           |
| Франсуа Шо            | Мистер Кео                    |
| Мэттью Уиллиг         | Хэппи                         |
| Бояна Новакович       | Эрика Мэнсон                  |
| Даниэл Бернхардт      | шофёр Сайониса                |
| Сэм Харгрейв          | наёмник                       |

## Производство
Съёмки фильма начались 12 января 2019 года и закончились 15 апреля.

## Прокат

### Маркетинг
28 января 2019 года был опубликован ролик, показывающий основной актёрский состав фильма в образах своих героев. DC Comics планирует выпустить специальный сборник-антологию, основанный на фильме, 12 ноября 2019 года. Первый полноценный тизер-трейлер был продемонстрирован зрителям премьерных показов ленты «Оно 2».
Короткий тизер, анонсировавший первый полноценный трейлер картины к выходу 1 октября 2019 года, был опубликован на страницах фильма в социальных сетях вместе с подписью: «Давайте запустим это д*рьмо». В тот же день была выпущена серия постеров к кинокартине.
5 декабря 2019 года в официальном Twitter-аккаунте были опубликованы новые постеры к фильму.

### Кассовые сборы
В первый уик-энд фильм собрал в США 33 млн долларов — ниже, чем прогнозировалось (аналитики предсказывали 45 млн). С учётом сборов в других странах, дебютная касса фильма составила 81 млн долларов. В следующие две недели мировая касса фильма дошла до 173 млн долларов и в итоге составила 205,5 млн долларов. По мнению аналитиков, такая касса позволила «Хищным птицам» окупить свой производственный бюджет в 82 млн долларов (без учёта затрат на маркетинг) и не стать полным провалом, но и прибыли фильм не принёс. По итогам проката кассовые сборы «Хищных птиц» на момент выхода оказались наименьшими среди предыдущих фильмов Расширенной вселенной DC.
Одной из причин сравнительно неудачного проката называют рейтинг R (18+), полученный за жестокие сцены. Этот рейтинг лишил фильм подростковой аудитории. При этом, по мнению многих критиков, жестокость не была так уж необходима для сюжета.

### Отзывы и оценки
На сайте Rotten Tomatoes фильм имеет рейтинг «свежести» 78 % на основе 427 отзывов критиков со средней оценки 6,8/10.
Обозреватель «The Guardian» Питер Брэдшоу поставил 3 звезды из 5 возможных.
Обозреватель «The Observer» Венди Айд поставила картине 4 из 5 звёзд.

## Будущее
В случае успеха «Хищные птицы» должны были стать первым проектом в рамках трилогии фильмов, сфокусированных на Харли Квинн. Развитием трилогии планировалась картина «Готэмские сирены», основанная на одноимённой команде комиксов DC.